# Nytjärnarna (Åre socken, Jämtland, 706629-132999)
Nytjärnarna är en sjö i Åre kommun i Jämtland och ingår i Indalsälvens huvudavrinningsområde. Sjön har en area på 0,0334 kvadratkilometer och ligger 528,5 meter över havet.

## Delavrinningsområde
Nytjärnarna ingår i det delavrinningsområde (706635-132987) som SMHI kallar för Inloppet i Lakatjärnen. Medelhöjden är 536 meter över havet och ytan är 0,65 kvadratkilometer. Räknas de 6 avrinningsområdena uppströms in blir den ackumulerade arean 32,32 kvadratkilometer. Sausjöån som avvattnar avrinningsområdet har biflödesordning 3, vilket innebär att vattnet flödar genom totalt 3 vattendrag innan det når havet efter 378 kilometer. Avrinningsområdet består mestadels av skog (21 procent), sankmarker (11 procent) och kalfjäll (62 procent). Avrinningsområdet har 0,04 kvadratkilometer vattenytor vilket ger det en sjöprocent på 5,4 procent.